# Thoren Innovation School, Stockholm
Thoren Innovation School, Stockholm är en friskola i Stockholm som tillhör Thoren Innovation School.
Gymnasiet drevs 2002 till 2010 av STI och var beläget i STI:s lokaler på Östermalm. Dess namn var då och några år därefter Stockholms tekniska gymnasium.